# Donna Tartt
Donna Tartt (Greenwood, Misisipi, 23 de diciembre de 1963) es una escritora estadounidense ganadora del Premio Pulitzer a la mejor obra de ficción con la novela El jilguero (2013).

## Biografía
Tartt nació en Greenwood, Misisipi, una ciudad cercana al delta del río Misisipi, pero fue criada en Grenada, en el mismo estado. Su padre, Don Tartt, era un músico de rockabilly, luego convertido en dueño de una estación de servicio y político local, mientras que su madre, Taylor, era secretaria. Tiene una hermana menor y sus padres eran ávidos lectores. A los 13 años ya publicaba poesías en los certámenes literarios locales y ganaba todos los concursos en los que participaba.
Se inscribió en la Universidad de Misisipi en 1981 en la que se uniría a la fraternidad Kappa Kappa Gamma. Su estilo de escritura atrajo la atención de Willie Morris cuando aún era una estudiante de primer año. A raíz de una recomendación de Morris, Barry Hanna la admitiría como escritora en la residencia con tan solo dieciocho años de edad.
Por sugerencia de Morris y otros, se trasladaría al Bennington College, una universidad de artes liberales en Vermont en 1982, donde trabaría amistad con los estudiantes Bret Easton Ellis, Jonathan Lethem y Jill Eisenstadt y estudiaría a los clásicos literarios con Claude Frederick.
A los 28 años, publicó The Secret History, un libro que le llevó ocho años de preparación pero recibió como anticipo 250 mil dólares y fue traducido a 24 idiomas. Diez años tardó en escribir su segunda novela, «The Little Friend», que se publicaría en el 2002. Aproximadamente la misma cantidad de tiempo le llevó su tercera novela El jilguero, que es más larga que las anteriores con 771 páginas.

«Mucha gente me dice, ¿por qué no escribes libros más rápido? Y lo he intentado, sólo para ver si era capaz. Pero trabajar de esa manera no es algo natural para mí. Estaría triste si sacase un libro cada tres o cuatro años. Y, si yo no me divierto escribiendo, la gente no va a divertirse leyendo».
Donna Tartt.

Su experiencia con El jilguero nace en la idea de escribir sobre el terrorismo y la destrucción del arte, vista desde la óptica de un niño que ve en el museo esa obra holandesa del siglo XVII pintada por Carel Fabritius. Ella se sorprende de que su libro comienza con una explosión y esa es la causa de muerte del pintor holandés, además de muchas más coincidencias. Con esta obra ganaría el Premio Pulitzer a la ficción en el año 2014.
El jurado del Pulitzer juzgo su novela ganadora por:

«la madurez de una novela maravillosamente escrita, con unos personajes exquisitamente perfilados que narra la dolorosa implicación de un chico con un famoso cuadro que se ha librado de la destrucción».

## Obra

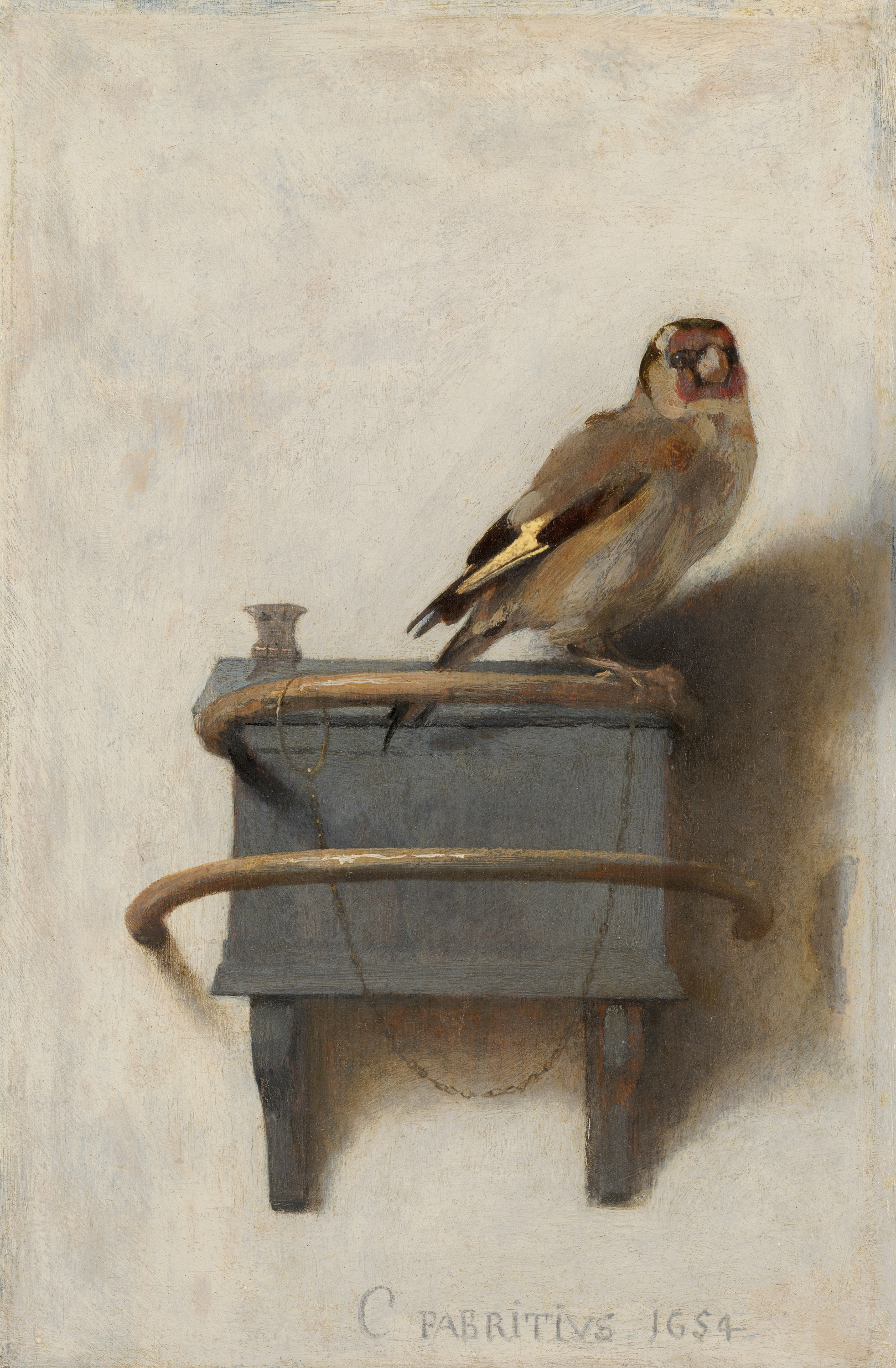
«El jilguero», de Carel Fabritius, 1654.

### Novelas
- El secreto (The Secret History, 1992)
- Juego de niños (The Little Friend, 2002)
- El jilguero (The Goldfinch, 2013). Premio Pulitzer a la mejor obra de ficción

### Historias cortas
- Tam-O'-Shanter (1993)
- A Christmas Pageant (1993)
- A Garter Snake (1995)
- The Ambush (2005)

### No ficción
- Sleepytown: A Southern Gothic Childhood, with Codeine (1992)
- Basketball Season (1993)
- Team Spirit: Memories of Being a Freshman Cheerleader for the Basketball Team (1994)

### Audiolibros
- The Secret History
- The Little Friend
- True Grit
- Winesburg, Ohio
- The Goldfinch